# Władysław Niedźwiedzki
Władysław Marcin Niedźwiedzki auch Niedźwiecki (* 11. Oktober 1849 in Warschau; † 6. Februar 1930 ebenda) war ein polnischer Lexikograf, Ethnograf und Lehrer. Er war einer der Redakteure des von Jan Karłowicz begründeten Wörterbuchs der polnischen Sprache (Słownik języka polskiego, 8 Bände, 1900–1927).

## Leben
Władysław Niedźwiedzki kam am 11. Oktober 1849 in Warschau zur Welt. Nach Beendigung der Mittelschule 1868 begann er sein Studium der Slawistik an der Universität Warschau, das er 1873 absolvierte. In den folgenden Jahren arbeitete er an der Podręczna encyklopedia powszechna (Warschau 1873–1875) von Adam Wiślicki mit. Ab 1878 unterrichtete er Polnisch an Warschauer Gymnasien und kurze Zeit auch als Privatlehrer.
1891 wurde er Mitglied des Redaktionskomitees der Zeitschrift „Wisła“. In demselben Jahr begann zudem seine Arbeit am Wörterbuch der polnischen Sprache (Słownik języka polskiego), das von Jan Karłowicz begründet worden war. 1896 wurde Redakteur dieses Wörterbuchs und war für Sortierung des Materials und der technischen Redaktion zuständig. Nach dem Tod von Karłowicz 1903 distanzierte sich der dritte Redakteur Adam Kryński von den laufenden Arbeiten, da er nicht mit den Methoden und von Niedźwiedzki vorgegebenen Inhalten einverstanden war. Daher erschienen die Bände 5 (1912) und 6 (1915) durch die Zusammenarbeit von Niedźwiedzki mit Kazimierz Król; die Bände 7 (1919) und 8 (1927) gab er schließlich selbst heraus. Niedźwiedzki ist Verfasser eines polnischen fremdwortbezogenen Wörterbuchs, des sog. Verpolnischungswörterbuchs. Es enthält Fremdwort-Lemmata, zu denen native Synonyme (Verpolnischungen) genannt werden. Der Verfasser verfolgte das Ziel, bestimmte Fremdwörter aus dem Polnischen zu eliminieren.
1910 wurde er Lektor für polnische Sprache an der Universität Warschau.

## Werke (Auswahl)
- Ślady i znaczenie mitu o szklanej górze w podaniach Słowian, a szczególniej Polaków, In: Niwa 1877
- Wianki, In: Niwa 1878
- Święta Bożego Narodzenia, In: Kłosy 1878
- Dzień św. Marcina, In: Ateneum 1878
- Przyczynek do etnografii polskiej. Polacy na północnym pograniczu Węgier, In: Niwa 1879
- Święcone, In: Niwa 1881
- Wigilia św. Andrzeja, In: Słowo 1891
- Najświętsza Panna „Roztworna“ (O dniu Zwiastowania NP Maryi dnia 25 marca), In: Słowo 1891
- Świętomarcińskie albo babie lato, In: Niwa 1892
- Marek w piekle, In: Upominek, księga zbiorowa na cześć Elizy Orzeszkowej, 1893
- O pochodzeniu ъ i ь, In: Prace Filologiczne, Band 4: 1893
- Wyrazy cudzoziemskie zbyteczne w polszczyźnie, 1917.
- Potęgowanie pojęć i stopniowanie bezwzględne w języku polskim, In: Język Polski 1919